# Maynor Figueroa
Maynor Alexis Figueroa Róchez (Jutiapa, 2 de maio de 1983) é um ex-futebolista hondurenho que atuava como zagueiro.

## Carreira

### Início
Figueroa começou sua carreira no Victoria e se transferiu para o Olimpia em 2003, onde, mais tarde, se tornaria o capitão. Recebeu diversas ofertas, mas o clube decidiu não vendê-lo.  

### Wigan Athletic
Em janeiro de 2008, Figueroa foi cedido ao Wigan por empréstimo até o final da temporada 2007–08. Em julho de 2008, após um processo de negociação complicado envolvendo questões trabalhistas e licenciamento de visto, ele assinou novamente com o Wigan por empréstimo por mais seis meses, com opção de compra para o clube ao final desse período.
Em 23 dezembro de 2008, o Wigan anunciou que havia contratado o jogador definitivamente sob um contrato de três anos e meio. Ele marcou seu primeiro gol pela equipe em 11 de janeiro de 2009, quase no final da partida contra o Tottenham, um gol de cabeça que fez com que seu clube ganhasse pelo placar de 1 a 0.